# Метехі (Каспський муніципалітет)
Метехі (груз. მეტეხი) — село в Грузії.
За даними перепису населення 2014 року в селі проживає 2105 осіб.